# Посеянка
Посеянка (пол. Posejanka) — село в Польщі, у гміні Сейни Сейненського повіту Підляського воєводства.
Населення — 62 особи (2011).
У 1975-1998 роках село належало до Сувальського воєводства.

## Демографія
Демографічна структура станом на 31 березня 2011 року:
|          | Загалом | Допрацездатний вік | Працездатний вік | Постпрацездатний вік |
| -------- | ------- | ------------------ | ---------------- | -------------------- |
| Чоловіки | 32      | 4                  | 23               | 5                    |
| Жінки    | 30      | 9                  | 13               | 8                    |
| Разом    | 62      | 13                 | 36               | 13                   |